# Ilisoa knysna
Ilisoa knysna är en spindelart som beskrevs av Griswold 1987. Ilisoa knysna ingår i släktet Ilisoa och familjen Cyatholipidae. Inga underarter finns listade i Catalogue of Life.